# Марк Херений Секунд
Марк Херений Секунд (на латински: Marcus Herennius Secundus) е политик и сенатор на Римската империя през 2 век.
Произлиза от фамилията Херении, които са самнити от Кампания. През 183 г. той е суфектконсул заедно с Марк Егнаций Постум.